# Casa del Cenacolo

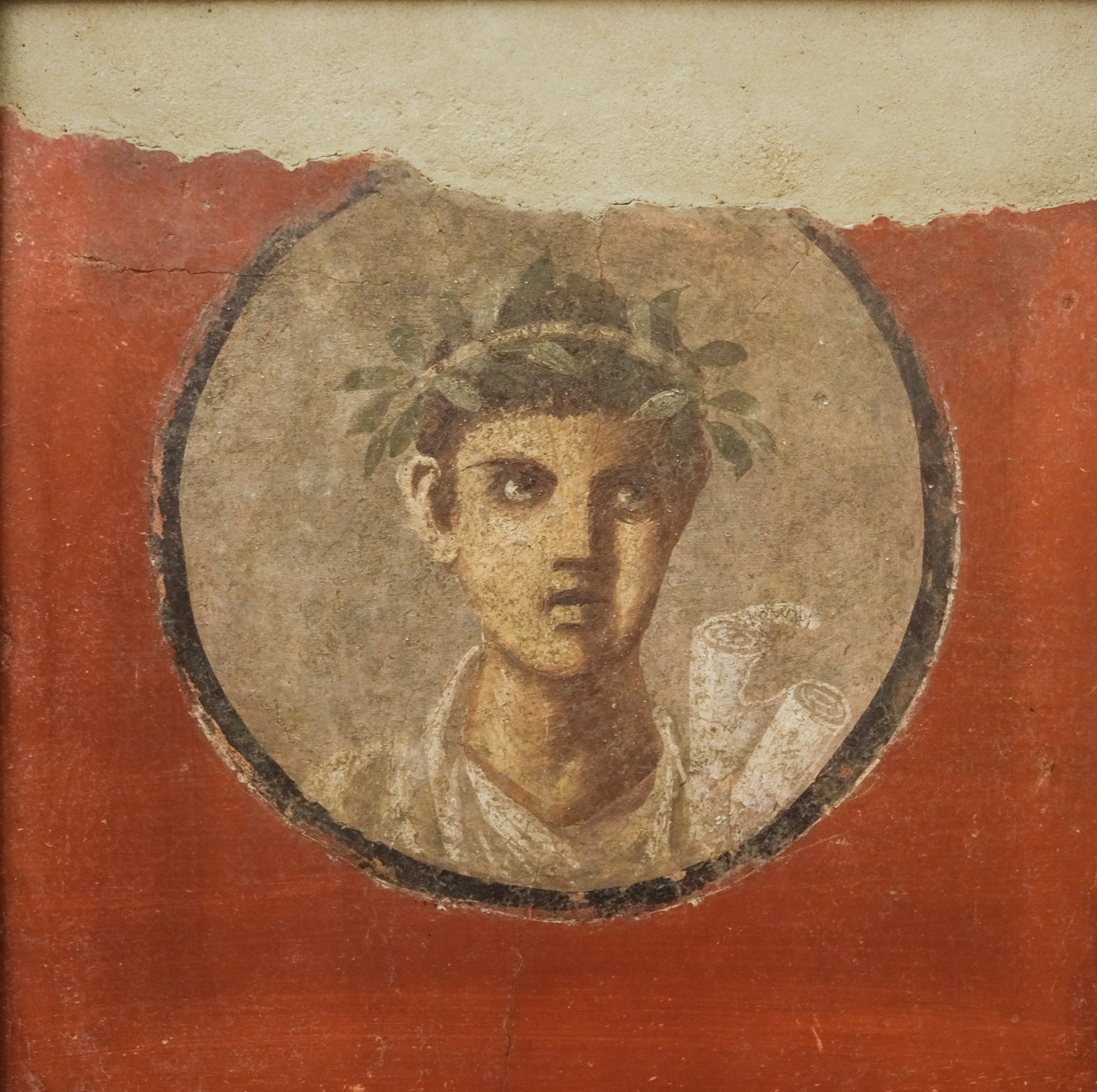
Medaillon eines Jünglings

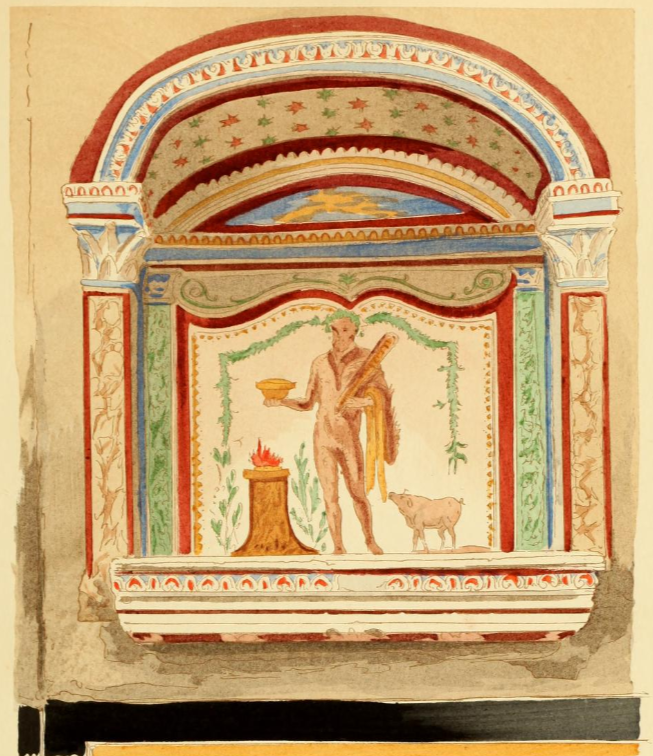
Lararium mit Figur des Herakles

Bei der Casa del Cenacolo (Haus des Obergeschosses) handelt es sich um ein moderat großes Wohnhaus in Pompeji (VI 2, h), das von 1891 bis 1893 und dann 1907 ausgegraben wurde. Das Haus wurde nach der Ausgrabung modern überdacht.

## Beschreibung
Das zweistöckige Haus besitzt ein Atrium, um das sich verschiedene Räume anordnen. Über den hinteren Räumen des Atriums öffnet sich eine cenaculum („Obergeschoss, Speisezimmer“) genannte Loggia, der das Haus seinen Namen verdankt. Es folgen ein Tablinum und dahinter folgen weitere Räume sowie ein kleiner Garten. An der Rückseite des Atriums öffnet sich eine Säulenreihe vom zweiten Stockwerk mit Blick auf das Atrium. Um das Atrium herum gibt es eine Anzahl von Räumen, die zum Teil noch gut erhaltene Stuckaturen des 1. Stils zeigen. Das Tablinum ist im 4. Stil ausgemalt. Die Malereien sind jedoch nicht gut erhalten. Hier sind Medaillons aus der Wand geschnitten worden, die sich heute im Archäologischen Nationalmuseum Neapel befinden. Lawrence Richardson Jr. schreibt diese Bilder dem Adone-Ferito-Maler zu.
Im Haus gibt es drei Lararien. Eines von ihnen zeigt Herakles stehend in einer Nische. Hier fanden sich unter anderem eine Bronzestatuette des Mercurius, eine Tonfigur der Minerva und die Bronzestatuette einer Frau. Ein zweites Lararium zeigt Priester, darunter einen Altar und Schlangen. Das dritte Lararium ist schlecht erhalten und zeigt auch Schlangen.